# Parker Brothers
Parker Brothers是美国原玩具与游戏制造商。公司于1982年进军电子游戏业。他们耗资5万美元将雅达利的卡带逆向工程，以便独立生产卡带。